# La Conférence des animaux
La Conférence des animaux (titre original : Die Konferenz der Tiere), est un roman allemand pour enfants, écrit en 1949 par Erich Kästner et paru chez Emil Oprecht à Zurich. En France, il a été publié pour la première fois en 1980 aux Éditions Gallimard.

## Présentation
Le roman a été écrit d'après une idée de Jella Lepman, fondatrice de la bibliothèque internationale de la jeunesse et des enfants de Munich.
Il s'agit d'une parabole mettant en scène des animaux, que l'on peut également comprendre comme une satire. Ce livre est donc un livre « pour les enfants et pour les connaisseurs » (« für Kinder und Kenner », comme l'a dit l'auteur).[réf. nécessaire]

## Résumé
Les animaux en ont assez  de voir les dirigeants politiques des pays se réunir encore et toujours pour de nouvelles conférences qui n'ont pour résultats que des guerres, des révolutions, des grèves, des famines et de nouvelles maladies. Ceux qui pâtissent le plus de cette politique sont les enfants, bien que les adultes prétendent faire tout leur possible pour que les enfants vivent un jour dans un monde meilleur.
C'est pourquoi les trois héros, Oskar l'éléphant, Alois le lion et Leopold la girafe ont l'idée d'organiser la première et dernière conférence des animaux, le but de cette conférence étant d'agir contre les dirigeants du monde dans l'intérêt des enfants. Oskar et ses amis téléphonent au monde entier pour inviter les animaux à la conférence qui aura lieu quatre semaines plus tard dans la « Tour des animaux ». Le message est reçu par les animaux du monde entier.
La conférence des animaux a lieu en même temps que la 87e conférence des hommes politiques, à Kapstadt (Le Cap). La conférence des animaux a pour devise : « Il est question des enfants » (Es geht um die Kinder). Les animaux veulent agir dans le seul intérêt des enfants. Ils exigent de cette conférence qu'il n'y ait plus jamais de guerre, de misère, de révolution. Cependant les hommes politiques refusent de signer le traité de paix proposé par les animaux. 
Face à ce refus des hommes d'État de coopérer, les animaux réfléchissent à un moyen de les faire changer d'avis. Ils vont en imaginer trois pour tenter de faire céder les hommes.
Les deux premières tentatives échouent, déjouées par les politiciens. Alors les animaux emploient les grands moyens, lors de la dernière tentative. Ils font signer aux dirigeants des pays du monde un accord engageant les pays du monde à suivre les dispositions suivantes : l'abolition des frontières, la suppression des militaires, un usage des sciences et techniques au profit de la paix et non de la mort (tâche effectuée par la police équipée d'arc et de flèches), la réduction de la bureaucratie ; et enfin, les employés vont devenir des professeurs amenant les enfants à devenir des adultes responsables.

## Un livre pour les enfants?
La Conférence des animaux est certes un livre pour enfants car il est illustré, facile à comprendre et il raconte une histoire avec des animaux qui parlent et agissent comme des êtres humains. Cependant, Erich Kästner en personne a dit que son livre s'adressait aux enfants mais aussi aux connaisseurs[réf. nécessaire] : en effet, ce livre ne raconte pas seulement une histoire ; on peut aussi y voir une critique et une part d'utopie.
La critique réside dans la façon dont les problèmes se règlent tout en haut de l'échelle. Il convient aussi de tenir compte de la date de publication du livre (1949) et du contexte historique de l'époque. Et puis le monde que les adultes construisent est le monde qu'ils vont laisser à leurs enfants. Ainsi, il y a peut-être dans ce livre un appel fait aux lecteurs pour essayer de rendre le monde meilleur.
La fin de l'histoire est une fin classique de livre pour enfants : « tout est bien qui finit bien ». On y entrevoit toutefois le rêve d'un monde plus que parfait, qui ne serait en fait qu'utopie. 
On peut lire ce livre de plusieurs façons :
- comme un livre pour enfants où les animaux érigés en héros nous divertissent ;
- comme une histoire à but satirique ;
- comme un livre dont l'histoire a pour but un monde utopique.

## Adaptation au cinéma
- 1969 : Die Konferenz der Tiere, dessin animé de Curt Linda ;
- 2010 : Animaux et Cie, film d'animation de Reinhard Klooss et Holger Tappe.

## Éditions françaises
- 1980 : La Conférence des animaux, Erich Kästner ; d'après une idée de Jella Lepman, traduit par Dominique Ebnöther, illustré par Walter Trier, Gallimard, collection Folio junior no 118, 123 p.,  (ISBN 2-07-033118-0).
- 2011 : La Conférence des animaux, Erich Kästner ; d'après une idée de Jella Lepman, traduit par Dominique Ebnöther, illustrations de Walter Trier, Le Livre de poche jeunesse no 1566, 121 p.,  (ISBN 978-2-01-322297-6).

## Source
- Catalogue général de la Bibliothèque nationale de France (pour la bibliographie)